# マジー・マルセリーノ
モーリス・"マジー"・マルセリーノ（Maurice "Muzzy" Marcellino、1912年11月27日 - 1997年6月11日）は、アメリカ合衆国の歌手、ミュージシャンで、特に、明瞭でメロディアス（旋律的）なスタイルの口笛によって知られていた。

## 経歴
マルセリーノは、カリフォルニア州サンフランシスコに生まれた。
マルセリーノの口笛は、『ミッキーマウス・クラブ』や『名犬ラッシー (テレビドラマ)』をはじめ、数多くのテレビや映画のサウンドトラックにも用いられた。彼の口笛は、1954年の映画『紅の翼』や、映画『続・夕陽のガンマン』の主題歌「The Good, the Bad and the Ugly」のヒューゴ・モンテネグロによる1968年のヒット盤でも、聴くことができる。
キャリアの後半において、マルセリーノは自らの楽団を率いて活動したが、その中で、口笛を披露する機会はあまりなかった。彼の楽団からは、後に映画で成功したグロリア・デ・ヘイヴンは彼の楽団の歌手であった。
マルセリーノは、ラジオでディック・パウエルとの仕事を経験した後、CBSで昼間の時間帯に放送されていた、アート・リンクレターの番組『ハウス・パーティ』のスタッフに加わり、この番組の音楽監督を1969年まで20年近くも務めることとなった。
マルセリーノは、カリフォルニア州ロサンゼルスのシャーマン・オークスで死去した。

## ディスコグラフィ

### アルバム
- Birds of a Feather (with Russ Garcia's Orchestra), Liberty LRP-3075[3]。
- Art Linkletter Presents the Muzzy Marcellino Combo, Capitol T-1284[3]。
- Whistling on the Beach at Waikiki, Coral CRL 57441[3]。

### シングル
- Lionel Newman And His Orchestra, Muzzy Marcellino Whistler Murr Mathieson - Title Theme From "The Proud Ones" [2]